# Víctor Sada i Remisa
Víctor Sada i Remisa (Badalona, 8 de març de 1984) és un exjugador de bàsquet professional català que jugava a la posició de base.

## Trajectòria
És un jugador format a les categories inferiors de l'Associació Esportiva Minguella i del FC Barcelona.
L'any 2004 va debutar a la lliga ACB de la mà de Svetislav Pešić on va rendir a un bon nivell. La següent temporada, sense Pešić, Víctor no tenia minuts i encara en va tenir menys amb l'arribada de Dusko Ivanovic a la banqueta del Palau.
Quan Pešić va anar a l'Akasvayu Víctor no ho va dubtar i va fitxar per l'Akasvayu, esdevenint una peça clau en l'esquema de Pešić, fins al punt de guanyar la FIBA Eurocup i per acabar-ho d'arrodonir va fer un bon paper en el final de temporada de l'Akasvayu, que va acabar perdent els quarts de final dels playoffs davant el Barça per un clar 1 a 3.
Va tornar al Barça el 2008 amb Xavi Pascual d'entrenador i va col·laborar en una etapa brillant a nivell de títols i de bon joc. El juliol de 2014 el FC Barcelona va anunciar que no li renovaria el contracte.
També porta dos anys a la selecció espanyola de basquetbol on ha guanyat la Copa d'Europa a les ordres de Sergio Scariolo.

## Clubs
- Associació Esportiva Minguella: 1990-96.

## Palmarès

### Etapa formativa
- 1995-1996 XXXIII Torneig Molinet amb l'Associació Esportiva Minguella.
- 1995-1996 XVIII Tournoi Europeen Mini-Basketball Brussel·les amb l'Associació Esportiva Minguella.
- 1 Campionat d'Espanya Cadet: 1999-2000 amb el FC Barcelona cadet.

### Etapa professional
- 3 Lligues ACB: 2003-2004, 2010-2011, i 2013-2014[4] amb el Futbol Club Barcelona.
- 1 Supercopa d'Espanya de basquet: 2004-2005 amb el Futbol Club Barcelona.
- 1 FIBA EuroCup: 2006-2007, amb l'Akasvayu Girona
- 2 Copes del Rei: 2009-2010 i 2010-2011, amb el Futbol Club Barcelona.
- 1 Eurolliga: 2009-2010, amb el Futbol Club Barcelona.